# 議題建構
在大眾傳播學中，議題建構是指各種社會團體試圖將自身利益傳遞到公共決策者的過程 。此論由朗氏夫婦（Lang and Lang）研究水門案且於1981年所發展出來的理論。議題建構是一個整體的過程，其間由於媒介、政治系統和公眾的複雜互動，媒介發掘新聞議題、並加以建構、報導，使它們成為公眾討論的焦點。
議程構建描述了各種團體試圖將其利益轉變為公共政策制定者利益的持續過程。 Cobb 和 Elder 在 1971 年將其概念化為政治學理論，“議程構建視角……提醒我們環境社會過程在決定決策階段發生的事情以及發生什麼事情時的重要性。將產生各種類型的政策結果”。它側重於社會與政策制定者之間的關係。
經典民主理論側重於這樣的假設，即呼籲“公共政策制定者通過自主媒體促進公民參與的選民的利益”（即經典理論側重於政策制定者和媒體）。然而，它未能說明更大的利益相關者社會可以在其中確定可用於決策的備選方案範圍之論點。

## 關鍵假設
Cobb 和 Elder 認為，議程制定基於兩個主要假設：
「首先，政府的關注能力必然是有限的。總是有更多的事情需要關注，而不是可以積極考慮的事情。其次，政策問題不是先驗的，而是定義的問題。無論是特定情況還是一系列情況構成問題並且是『公眾』關注的適當問題不僅取決於事實，還取決於信仰和價值觀。」
其他假設包括但不限於：
- 過程，而不是結果：議程狀態通常是不穩定的，一個問題的狀態是通過團體之間的精心競爭以及他們如何通過試圖將問題強加到議程或擊退之，並定義和重新定義問題的描述方式。[1]
- 爭奪注意力：相互競爭的參與者/團體積極宣傳有利於他們利益的問題或議題的屬性，以引起決策者的注意。[1] 政策制定者只能解決他們所知道和關心的問題。但是來自媒體、選民、特殊利益者等的“信號”開始發揮作用，並試圖提醒和通知政策制定者。[6]
- 演員之間的相互影響：行為者（媒體、公眾、利益集團、精英、決策者）之間的影響不是單向流動的，而是一張重疊的相互影響的網絡。[2]
- 議程不同：有兩種議程：制度性（政策摘要）和系統性（值得公眾關注）。議程之間的更大差異意味著更多的社會衝突，因為對公眾重要的事情與決策者正在處理的事情之間的差距越來越大。[2]
- 勢力範圍偏向：一些團體和個人擁有更多製定議程的權力。由於技能、機會、教育、社會經濟地位、種族等方面的差異，存在偏見。[2] 例如，精英通常具有更大的影響議程的權力。
- 問題通常源於小團體：如果該團體想要挑戰現狀，他們理應將問題擴大到公眾，或者將其隱藏在公眾之外以避免引起反對者的注意。[1]
- 問題特徵：不同的問題具有影響其在議程上的位置的不同特徵，例如，先前已經確定的問題進入議程時阻力較小。[4]

### 關鍵假設
將議程構建方法應用於研究問題的學者經常確定議程構建的來源，並將由此產生的話語與發送者的信息（無論是媒體報導還是政策）進行比較。例如，Nisbet、Brossard 和 Kroepsch 追蹤媒體報導之研究結果表明，喬治·W·布什政府成功地推動了對幹細胞研究爭議的報導。

### 主要階段
Cobb、Ross 和 Ross 提出了議程構建的四個主要步驟：
1. 啟動：問題或爭議必須用某些術語來表達。
2. 規範：利益相關者團體提出具體要求（例如政策）。
3. 擴大：利益相關者團體尋求獲得決策者的注意，並以有利於團體的方式定義問題。
4. 入口：當問題進入決策者的正式議程時。

### 議題建構過程六個階段
以下幾個步驟形成一個連續的過程，其間亦包含各種回饋的過程，而正是這整個過程使得一個事件能夠成為所謂的「議題」，這也就是「議題建構」的過程。
- 媒介將某些事件加以發掘、報導
- 不同種類的事件要獲得公眾的注意、需要不同程度、不同形式的新聞報導
- 媒介「框架」出新聞事件的意義網絡
- 媒介的用詞會影響公眾對於新聞事件的理解
- 媒介把複雜的新聞事件、政治話題，用簡單明瞭的「次級象徵符號」加以表達出來，例如獨統議題、藍綠議題。
- 議題建構的過程會因著名人士加入談話而加快建構速度

### 與議程設置相比
議題建構是政治學和傳播學中的一個概念，它不同於議程設置，但又與之相關。然而，這些術語通常定義不清：例如，Berkowitz 建議，將議程設置一詞應用於有關媒體對公眾的影響的情況，並將政策議題建構應用於涉及政策制定者的看法以及這些看法如何形成。

## 議程類型
學者們普遍同意議題建構的基本原則，但正如上文所述，術語並未達成一致。Denham 提出了一種研究議題建構的特定方向分類方式（英語：typology），他使用了術語：政策議題建構、媒體議題建構、公共議題建構，以及跨媒體議題建構。 在所有類型中，媒體都是關鍵角色。
1. 政策議題建構（先後次序：團體、媒體、政策）：政策制定者的直接遊說肯定會發生，但是，團體通常會利用媒體的力量來動員更多的公眾並將問題強加到公共議程上。例如，反墮胎團體向喬治·W·布什總統提出了一項議程，其中包括禁止胎兒幹細胞研究；隨著支持與反對方之間的鬥爭在媒體上展開，關注度飆升。[7] 綠色和平組織和農業團體聯盟停止了在菲律賓進行的轉基因茄子試驗，然而，支持試驗的團體也很活躍；當地報紙刊登了農民呼籲將技術商業化和生物學者呼籲推翻禁令的報導。[9]
2. 媒體議題建構（先後次序：限制約束、媒體、政策）：許多力量塑造媒體議程；例如，新聞慣例（例如，記者依賴某些新聞來源，經常重複）、按慣例製作內容的需要、組織文化、財務限制等。也許特別是由於對新聞實踐的限制增加，議題建構學者特別關注關注議題建構的公共關係方面；公共關係部門的共同努力可以影響新聞報導，進而影響政策。例如，Berkowitz 追蹤美國地方和國家的電視和報紙報導，發現超過 70% 的電視新聞以新聞稿和官方來源中的信息為特色。當時的總統候選人巴拉克·歐巴馬和約翰·麥凱恩的公共關係方面付出是媒體報導的關鍵決定因素。[10][11]
3. 公共議題建構（先後次序：媒體、公眾、政策）：當媒體提醒公眾注意某個問題時（通常通過調查報導）。學者Lang氏夫婦追溯了導致尼克松總統辭職之《華盛頓郵報》水門案調查報導的力量；許多媒體都報導了這個問題，很快這起醜聞就成為了每日頭條新聞，引起公眾的注意並採取行動。
4. 跨媒體議題建構（先後次序：媒體、媒體、公眾和/或政策制定者）。媒體機構互相尋找有關報導內容的線索。例如，《紐約時報》影響著其他媒體。

Denhams 的分類方式中缺少對政策制定者如何直接使用媒體來建立他們自己的議程的說明（先後次序：政策制定者、媒體、公眾）。政治人物需要記者來傳播他們的信息，就像記者需要報導來源一樣。 Cook 稱之為“新聞價值的談判”；記者和消息來源（偶爾還有其他人）一起互動，以確定媒體報導的內容以及內容的呈現方式。 政策制定者在促進自身利益方面具有特殊的結構性優勢，特別是因為他們是可靠的新聞來源。

## 議題門檻
朗氏夫婦進一步將議題區分為低門檻議題、中門檻議題、高門檻議題三大類，分别对应了关系到的群体

## 數位時代的議題建構
無論議題建構類型如何，現代學術都開始擴大媒體的範圍，以及擴大的媒體領域將如何影響議程建設。網誌、社群網站等流行的互動平台已經成為大規模公眾互動的渠道。考慮到互聯網已經分散了信息生產的手段並分散了信息環境，公民角色的增加標誌著議題建構研究的新方向，標誌著權力從傳統媒體轉變為建立單一議程的任何人都有能力上網。
多項研究表明，議題建構效應發生在數位化時代。YouTube影響了2008年加利福尼亞州8號提案的報導，並可能影響了公投。 Parmalee 通過採訪記者關注議程設置和推特；他發現推特是他們日常生活的一部分。 Wallsten 比較了媒體報導和網誌討論；結果表明，記者的擔憂與網誌寫作者的關注相符。 Jacobson 發現 Rachel Maddow 的 Facebook 頁面上的評論影響了廣播。 在科學相關方面，Runge、Brossard、Scheufele 和 Xenos 發現社交媒體在定義“粉紅肉渣”問題方面發揮了關鍵作用，該行業不得不捍衛他們通常所說的“精瘦牛肉（英語：lean finely textured beef）”。
以下還有一些相關軼事之證據：
- Trent Lott的辭職：2002年，Lott因在史壯·瑟蒙的生日派對上發表種族主義言論而辭去參議院多數黨領袖職務。多位網誌寫作者提出這個問題，迫使主流媒體這樣做，最終迫使Lott辭職。[21]
- 米特·羅姆尼的“47%”：Scout Pouty 在 YouTube 上發布影片，顯示羅姆尼對“47% 的美國人”不屑一顧，他稱這些人過度依賴政府。[22] 它被較小的新聞機構報導，但後來，主流媒體報導了這個故事，雖然羅姆尼的評論可能被斷章取義，但仍然破壞了競選活動。
- 出席Brock Turner宣判的律師 Michele Landis Dauber協助與Buzzfeed分享受害人的影響陳述，這最終引起了主流媒體的廣泛報導和知名政治人物的關注。[23]

### 作為議題建構工具的演算法
當機器和人類共同設定議程時，學者們現在開始研究議題構建意味著什麼，以及它會產生什麼影響。演算法，例如 Facebook 使用的排名算法，應用以前的在線行為來預測未來的興趣，以提供個性化內容；潛在的、看不見的算法以呈現給觀眾的信息的形式表現出來。 算法編輯決策的影響，尤其是在 Facebook 是巨大的：「...... 自動鏈接過程的結果塑造了超過 10 億日常活躍用戶的社交生活和閱讀習慣—全球五分之一的成年人口……它可以被調整，讓我們快樂或悲傷；它可以讓我們接觸到新的和具有挑戰性的想法，或者使我們陷入意識形態泡沫中」。 Facebook 淡化了其作為發布者的角色，但鑑於 Facebook 已成為新聞的主要分發者，Facebook 等平台“只是管道”的立場越來越無法成立。

#### 爭議
新聞的算法決定論並非沒有爭議。例如，Facebook 因審查 Phan Thị Kim Phuc 的“凝固汽油彈女孩”照片而受到抨擊（他們將問題歸咎於演算法），它在用戶不知情的情況下對之進行情緒感染實驗（英語：emotional contagion experiment），被指控有自由主義偏見。